# La Pineda (Viladecans)
La pineda és una arbreda de pins a la vora de la platja al terme municipal de Viladecans (Baix Llobregat). La Pineda limita a l'oest amb els Sorrals de Pineda i a l'est amb la Pineda del Remolar. Al nord limita amb les Filipines Noves i el camí del Serra-llarg, i al sud amb la platja de la Pineda. Les platges de Viladecans s'allarguen des de la desembocadura de l'estany del Remolar fins a la de l'estany de la Murtra. Hi ha pinedes i dunes. Els pins, amb una estructura pulvinular i forma semiesfèrica, que no oposen tanta resistència al vent, regulen la llum, la temperatura i la humitat a la zona interior.